# IC 1954
IC 1954 ist eine Balken-Spiralgalaxie vom Hubble-Typ SBb im Sternbild Pendeluhr am Südsternhimmel. Sie ist schätzungsweise 41 Millionen Lichtjahre von der Milchstraße entfernt und hat einen Durchmesser von etwa 40.000 Lichtjahren. Gemeinsam mit vier weiteren Galaxien bildet sie die IC 1954-Gruppe (LGG 93).

Im selben Himmelsareal befinden sich u. a. die Galaxien IC 1946, IC 1957, IC 1958, IC 1966.
Das Objekt wurde im Jahr 1898 von Robert Innes entdeckt.

## IC 1954-Gruppe (LGG 93)
| Galaxie  | Alternativname | Entfernung/Mio. Lj |
| -------- | -------------- | ------------------ |
| NGC 1249 | PGC 11836      | 41                 |
| NGC 1311 | PGC 12460      | 19                 |
| IC 1933  | PGC 12807      | 41                 |
| IC 1954  | PGC 13090      | 41                 |
| IC 1959  | PGC 13163      | 22                 |